# Чохраганлы, Махмудали Бабахан оглы
Махмудали Бабахан оглы Чохраганлы (азерб. Mahmudəli Babaxan oğlu Çöhrəqanlı) — лидер движения за права азербайджанцев в Иране, основатель и глава Движения национального пробуждения Южного Азербайджана, бывший профессор факультета лингвистики Тебризского университета.

## Биография
Чохраганлы родился в 1958 году в Шабестаре (Восточный Азербайджан). Его отец был арестован по обвинению в «государственной измене» во времена шаха.
Работая заместителем декана в факультете лингвистики, Махмудали Чохраганлы защитил диссертацию. Он читал лекции по языкознанию в Тебризском университете Тербиййе, одновременно работал над научными трудами и монографиями. Известна написанная им в 1994 году книга «Тюркские слова в персидском языке». Издавались такие его труды, как «Сравнение фонетики азербайджанского с персидским и арабским», «Составы глаголов в азербайджанском языке». За научно-педагогическую деятельность Азербайджанская Национальная Творческая Академия присудила ему степень доктора филологических наук и профессора.

## Политическая деятельность
Деятельность Чохраганлы направлена на то, чтобы Иран стал федеративным и демократическим государством. Он был представителем Меджлиса Иранской Исламской Республики от Тебриза. Однако впоследствии подвергся гонениям за свои убеждения и был арестован.
Махмудали Чохраганлы также является основателем телеканала «Ойаныш» (Пробуждение). С 2002 года проживает в эмиграции в США.